# Japan Credit Bureau
Japan Credit Bureau, solitamente abbreviato con l'acronimo JCB, è una società di servizi finanziari giapponese con sede a Tokyo, Giappone. Il nome in inglese è JCB Co., Ltd. (株式会社ジェーシービー, Kabushiki gaisha jē shī bī).
Fondata nel 1961, JCB domina il mercato delle carte di credito giapponese a partire dal 1968, anno in cui acquista la Osaka Credit Bureau, e le sue carte di credito sono oggi utilizzate in 20 differenti paesi. Ha un portafoglio di 59 milioni di titolari di carte di credito con una movimentazione annuale di più di 62,7 miliardi di dollari in 190 paesi. JCB inoltre opera con network di sale d'attesa presso i più grandi aeroporti in Europa, Asia, e Nord America mirate ad un pubblico giapponese, cinese e coreano.
Il 23 agosto 2006, JCB ha annunciato un'alleanza con la Discover Network. Le due compagnie hanno siglato un accordo a lungo termine che sta portando ad unificare i 2 circuiti rendendo maggiore la copertura.